# Georg Urban (Politiker, 1908)
Georg Urban (* 25. November 1908 in Waldenburg als Georg Urbanski; † nach 1962) war ein deutscher Politiker (GB/BHE, GDP, CDU).

## Leben
Urban besuchte die Volksschule und die Volkshochschule. Er war Versicherungslehrling, danach Versicherungsangestellter, später Büroleiter. Ab 1942 nahm er am Zweiten Weltkrieg teil und ab 1945 war er selbständiger Kaufmann und Geschäftsführer einer Firma zur Schädlingsbekämpfung in Bad Segeberg.

## Politik
Urban trat 1931 in die NSDAP ein und übernahm die Position eines Blockleiters. In der SA wurde er Scharführer. 1935 nahm er an einem Schulungskurs der Gauleitung teil und wurde ein Jahr später ausgewählt, auf der NS-Ordensburg Vogelsang die Ausbildung eines Ordensjunkers zu absolvieren. Anschließend wurde er NSDAP-Kreisamtsleiter und Kreisschulungsleiter bei der Kreisleitung Bonn, dort war er verantwortlich für die ideologische Ausbildung der Parteigenossenschaft. Danker und Lehmann-Himmel charakterisieren ihn in ihrer Studie über das Verhalten und die Einstellungen der Schleswig-Holsteinischen Landtagsabgeordneten und Regierungsmitglieder der Nachkriegszeit in der NS-Zeit als NSDAP-Parteifunktionär und „exponiert nationalsozialistisch“. Da er seine Parteitätigkeiten bis auf den NSDAP-Beitritt, den er nach hinten auf Mai 1933 verlegt, in seinem Entnazifizierungsverfahren nicht angibt, bescheinigen ihm Danker und Lehmann-Himmel, er sei „der krasseste Fall von Fragebogenfälschung“ unter den Landtagsabgeordneten.
Urban wurde 1950 Mitglied des GB/BHE, bei der er Ortsvorsitzender und Kreisvorsitzender in Bad Segeberg sowie Mitglied des Landesvorstandes war. Er war Mitglied der Stadtvertretung und des Kreistages Segeberg sowie Stadtrat und Mitglied des Kreisausschusses und Vorsitzender eines Landesberufsverbandes. Von 1958 bis 1962 war er Mitglied des Landtages Schleswig-Holstein. Durch die Fusion des GB/BHE mit der DP 1961 wurde er Mitglied des Fusionsproduktes GDP. 1962 wechselte er zur CDU.